# En forfløjen Ægtemand
En forfløjen Ægtemand er en dansk stumfilm fra 1919, der er instrueret af Lau Lauritzen Sr. efter manuskript af Frederik Jacobsen og A.V. Olsen.

## Handling
Denne artikel mangler et handlingsreferat. Hjælp os med at skrive det.

## Medvirkende
- Frederik Buch - Sæbefabrikant Butter
- Kate Fabian - Engelke, Butters kone
- Bertel Krause - Chr. Bralder, digter
- Agnes Andersen - Frøken Musse
- Betzy Kofoed - Medvirkende